# ميخائيل إل. ماكدونالد
ميخائيل إل. ماكدونالد (بالإنجليزية: Michael L. MacDonald)‏ هو سياسي كندي، ولد في 4 مايو 1955 في كندا. حزبياً، نشط في حزب المحافظين الكندي. وقد انتخب عضو مجلس الشيوخ الكندي.